# Japon aux Jeux olympiques d'hiver de 1992
Le Japon participe aux Jeux olympiques d'hiver de 1992, organisés à Albertville en France. Cette nation prend part aux Jeux olympiques d'hiver pour la quatorzième fois de son histoire. La délégation japonaise, formée de 60 athlètes (40 hommes et 20 femmes), remporte 7 médailles (1 d'or, 2 d'argent et 4 de bronze) et se classe au onzième rang du tableau des médailles.

## Médaillés
| Médaille | Nom                                                                 | Discipline                           | Épreuve                        |
| -------- | ------------------------------------------------------------------- | ------------------------------------ | ------------------------------ |
| Or       | Reiichi Mikata Takanori Kono Kenji Ogiwara                          | Combiné nordique                     | Compétition par équipes hommes |
| Argent   | Midori Ito                                                          | Patinage artistique                  | Simple femmes                  |
| Argent   | Toshiyuki Kuroiwa                                                   | Patinage de vitesse                  | 500 mètres hommes              |
| Bronze   | Seiko Hashimoto                                                     | Patinage de vitesse                  | 1 500 mètres femmes            |
| Bronze   | Junichi Inoue                                                       | Patinage de vitesse                  | 500 mètres hommes              |
| Bronze   | Yukinori Miyabe                                                     | Patinage de vitesse                  | 1 000 mètres hommes            |
| Bronze   | Yuichi Akasaka Tatsuyoshi Ishihara Toshinobu Kawai Tsutomu Kawasaki | Patinage de vitesse sur piste courte | Relais 5 000 mètres hommes     |